# Giovanni Bacci
Giovanni Bacci (Belforte all'Isauro, 7 marzo 1857 – Milano, 9 agosto 1928) è stato un politico italiano.

## Biografia
Di orientamento democratico (radicale prima e liberale poi), svolse un'intensa attività giornalistica che lo portò anche alla direzione della Rivista di Ferrara (1882-1886) e del quotidiano democratico Mentana (29 gennaio - 23 febbraio 1887), prima di approdare nell'ambiente radicale del "giornale della democrazia sociale" La Provincia di Mantova, che diresse dal 1889 al 1907. Qui, nel 1903, maturò la propria convinta adesione al Partito Socialista Italiano tanto che, dalla fine di quello stesso anno, mutò il sottotitolo della sua pubblicazione in "giornale socialista quotidiano". Dopo essere stato consigliere provinciale a Mantova e Ravenna nonché segretario della Camera del lavoro ancora a Ravenna, sostituì Claudio Treves alla guida dell'Avanti! (dal luglio all'ottobre 1912 per poi ritornarvi nel 1914 dopo le dimissioni di Mussolini), entrandone quindi nel comitato di direzione e divenendo, sempre nel 1914, membro della direzione del partito socialista.
Eletto deputato nella XXV legislatura (dal 1º dicembre 1919 al 7 aprile 1921), il 21 gennaio 1921 presiedette il XVII Congresso del Partito Socialista Italiano che si svolse a Livorno, il quale segnò la scissione della frazione comunista. L'allora segretario socialista Egidio Gennari aderì alla mozione comunista di Amadeo Bordiga e, poiché la frazione comunista uscì dal Psi per fondare il Partito Comunista d'Italia, Gennari rassegnò le dimissioni da segretario del Psi, seguendo i comunisti. Per questo Giovanni Bacci fu nominato nuovo segretario del partito, carica che tenne dal 21 gennaio al 15 ottobre 1921, quando fu sostituito dall'onorevole pugliese Domenico Fioritto.

Come segretario del Psi fu tra i firmatari, il 3 agosto 1921, del Patto di pacificazione tra socialisti e fascisti.
Rientrato a Montecitorio con la XXVII legislatura, vi rimase di fatto dal 24 maggio al 26 giugno 1924 avendo aderito alla cosiddetta secessione dell'Aventino; venne poi dichiarato formalmente decaduto da deputato, insieme con gli altri "aventiniani", dalla mozione Farinacci del 9 novembre 1926.
Morto nel 1928, venne cremato; le sue ceneri si trovano nel Cimitero Monumentale di Milano.

## Pubblicazioni
- Il diritto di proprietà e gli operai, Ferrara, Tipografia Sociale, 1884.
- L'on. Sani Saverio e la democrazia ferrarese, Ferrara, Tipografia Sociale, 1886.
- Cavallotti e Costa, Milano, Stabilimento Enrico Reggiani, 1887.
- La democrazia ferrarese dal 1882 al 1889, Mantova, Stabilimento Giuseppe Mondovì, 1889.
- Mazzini e il socialismo, Mantova, Tipografia Aldo Manuzio, 1893.
- L'inchiesta sulla bonifica dell'Agro mantovano-reggiano, Mantova, Tipografia Aldo Manuzio, 1903.
- Socialismo e antimilitarismo (X Congresso Nazionale del Partito Socialista Italiano, Firenze, 19-22 settembre 1908), Roma, Tipografia Popolare, 1908.
- Federazione nazionale dei lavoratori della terra, Contratti agrari a cointeressenza (conclusioni di Giovanni Bacci e Gerolamo Bardasi al IV Congresso nazionale dei Lavoratori della terra, Bologna, 2-5 marzo 1911), Bologna, Tipografia Zamboni, 1911.
- L'Avanti! (relazione morale di Benito Mussolini e di Giovanni Bacci al XIV Congresso nazionale del Partito socialista italiano, Ancona, 26-28 aprile 1914), Roma, Direzione del Partito socialista italiano, 1914.